# Carlo Ferrari (artista)
Carlo Ferrari (Massenzatico, 13 luglio 1946) è un pittore italiano.

## Biografia
Figlio di padre svizzero di origini italiane e madre italiana, trascorre lunghi periodi della sua giovinezza a Zurigo, città che influenzerà profondamente la sua formazione culturale: qui sviluppa un crescente interesse per il disegno. Ritornato in Italia, completa gli studi e si avvicina al mondo dell'arte, frequentando pittori e scultori locali e dedicandosi allo studio delle tecniche pittoriche, in particolare la tecnica della "velatura" nell'uso dei colori ad olio.
Nel 1968, Ferrari apre il suo primo atelier a Reggio Emilia in via Roma, iniziando un percorso artistico che lo porterà a studiare i maestri del colore come Rubens, Turner, Poussin e Caravaggio. Durante gli anni '80, Ferrari si dedica all'insegnamento delle tecniche pittoriche, trovando nuovi stimoli nella trasmissione del proprio sapere ai numerosi allievi.
Carlo Ferrari è noto per l'uso di materiali tradizionali e tecniche classiche della pittura, come la preparazione delle tele di lino e l'uso di pigmenti raffinati. La sua ricerca pittorica si concentra sullo studio della luce, che viene esplorata attraverso l'uso di velature che creano un effetto di riflessione unico. La sua tecnica, sebbene apparentemente iperrealista, si distingue per un'impronta stilistica personale, creando immagini coinvolgenti e uniche.
A partire dal 2000, inizia una collaborazione con Tiziano Forni, fondatore della Galleria Forni di Bologna, esponendo in diverse rassegne d'arte in Italia e all'estero. Oggi, Ferrari continua a esporre presso la Galleria Forni di Bologna, la Barbara Frigerio Gallery di Milano, la Galleria Piero Renna di Napoli e la Aida Cherfan Gallery di Beirut. 

## Mostre
Tra le sue esposizioni principali, si ricordano:
- Nel 2000 En cent metamorphoses LA FEMME, Château de Gruyère, Svizzera, a cura di Etienne Chatton, conservatore del museo.

- Nel 2001 Flowers, presso la Galleria Bellini Inc. di San Diego, California, e la mostra alla Nervo Gallery, La Jolla, San Diego.

- Nel 2003 Esposizione personale presso la Galleria Studio Forni di Milano.

- Nel 2007 Partecipazione alla collettiva Arte Italiana 1968-2007 presso Palazzo Reale di Milano, curata da Maurizio Sciaccaluga e ideata da Vittorio Sgarbi. Nello stesso anno espone anche all’Art-Paris di Abu Dhabi.

- Nel 2010 Artefonia alla Galleria Prom di Monaco di Baviera.

- Nel 2011 White flowers[1] presso la Galleria Aida Cherfan a Beirut, con il patrocinio dell'Istituto Culturale Italiano.

- Nel 2017 Springtime[2] presso la Galleria Forni[3] a Bologna.

Ferrari ha esposto all'interno delle principali fiere d'arte contemporanea, tra cui Arte Fiera Bologna, MIART Milano, ST'ART Strasburgo e ARTEXPO Barcellona.
Nel 2003 aderisce al progetto “Pigotte d'autore per UNICEF”, invitato da Deanna Ferretti Veroni e Albarosa Paganelli Presidente del Comitato Provinciale di Unicef di Reggio Emilia, crea una Pigotta.
. Con la partecipazione di Nicoletta Mantovani Pavarotti, Madrina D'Onore Giuliana Geronzi, promotrici dell'asta di beneficenza. 

## Opere in spazi pubblici e musei
- 2002: Partecipazione al progetto Operazione Controguerra presso il Museo Internazionale di Mail Art de L'Aquila, ideato dal critico d'arte Leo Strozzieri, in onore di Papa Celestino V. L'esposizione include opere di oltre 370 artisti provenienti da 15 nazioni e ha lo scopo di promuovere la pace e il rifiuto della guerra.

- 2004: Donazione di un'opera al "Sharjah Art Museum" negli Emirati Arabi Uniti, su invito di Hisham Al Madhloum, direttore del Dipartimento di Cultura e Informazione di Sharjah.

- 2019: Mostra personale L'ultimo Ghiaccio[5] presso la Galleria Parmeggiani. La mostra, curata da Chiara Serri, presenta venti opere a olio su tela di lino, con l'obiettivo di sensibilizzare sul cambiamento climatico.

- 2020: Donazione dell'operaComposizione RossoScarlatto ai Musei Civici di Reggio Emilia, olio su tela di lino 80x80 cm realizzata nel 2020. L'opera è accompagnata da un catalogo della personale al Museo Galleria Parmeggiani 2019 e un video che documenta la sua realizzazione.